# Frederik Schepelern
Frederik Anton Adolph Schepelern (født 24. december 1796 i Fredericia, død 29. april 1883 i Nykøbing Sjælland) var en dansk tegnelærer, litograf og toldforvalter, bror til C.A. Schepelern og J.B. Schepelern.

## Virke
Han var søn af premierløjtnant, senere kaptajn Ancher Anthoni Schor Schepelern (1762-1822) og Mariane Fridericia Levin (adopteret Bergendahl, 1773-1850). Som sine brødre søgte Schepelern ind i Hæren og gik på Landkadetakademiet i København 1810-16, men forlod militæret. Han blev optaget på Kunstakademiet i gipsskolen i januar 1817 og arbejdede samtidig med kobberstik og litografi.
Frederik Schepelern blev ansat ved Det Kongelige Stentrykkeri i 1820 og søgte uden held en tegnelærerstilling ved Metropolitanskolen i 1826. Fra ca. 1827 til 1829 arbejdede han for Carl Henckels stentrykkeri i København, og han var lærer i frihåndstegning ved Landkadetkorpset 1832-42. I 1842 blev han udnævnt til told- og konsumptionsinspektør i Nykøbing Sjælland og avancerede til toldforvalter i 1846.
Hans kunstneriske indsats bestod overvejende i reproduktion og rummer ikke megen originalitet, men dokumenterer vigtige personer i samtiden.

## Ægteskaber
1. 27. maj 1818 med Anna Kirstine Svane (ca. 1801 - 11. december 1833 i København), datter af fuldmægtig Hans Birch Svane og Kirstine Rasmussen (Gierløw).
2. 11. april 1835 i København med Julie Frederikke Christiane Elisabeth Heilmann (18. september 1813 i København - 30. maj 1849 i Nykøbing Sjælland), datter af silke- og klædekræmmer August Wilhelm Heilmann og Anne Bolette Klit.
3. 2. oktober 1852 i Nykøbing Sjælland med Theodora Charlotte Gottlieb (9. december 1820 i København - 5. september 1900 i Helsingør), datter af major Nicolaj Gottlieb og Christiane Frederikke Sprunck.

Han er begravet i Nykøbing Sjælland.

## Værker
- Selvportræt (tegning, 1832)
- Blomsterstykker og kopier, bl.a. efter Martinus Rørbye: Strandscene på Gl. Skagen (1834)
- Fægtningen ved Rahlstedt, anført af Niels Engelsted (ca. 1838, tilskrevet)
- Portræt af moderen (ca. 1840)

Raderinger:
- Prins Carl af Hessens æressværd, efter tegning af G.F. Hetsch (1828, Det Nationalhistoriske Museum på Frederiksborg Slot)
- 4 blomstermotiver (Den Kongelige Kobberstiksamling)

Litografier, Frederiksborgmuseet:
- Adskillige portrætter af militære, historiske og kgl. personer, bl.a. oberstløjtnant Jens Peter von Jensen, efter maleri af C.W. Eckersberg; Frederik VI, efter egen tegning (1830); Dronning Marie, efter samme (1832)
- Desuden repræsenteret i Det Kongelige Bibliotek, Billedsamlingen

Skriftlige arbejder:
- Tegneøvelser for Begyndere i Friehaandstegning, u.å.
- Tegneskole i Frihaandstegning, udg. til Brug for Begyndere, 1-4. Hefte, 1826.